# Aphanicerca tereta
Aphanicerca tereta är en bäcksländeart som beskrevs av Barnard 1934. Aphanicerca tereta ingår i släktet Aphanicerca och familjen Notonemouridae. Inga underarter finns listade i Catalogue of Life.